# Verdens befolkning
Verdens befolkning er en almen betegnelse for det totale antal mennesker på jorden ved et givent tidspunkt. Jorden nåede en befolkning på 8 milliarder mennesker i midt november 2022.

## Befolkningsprognoser
I januar 2025 beregnedes jorden at have en befolkning på omkring 8,2 milliarder mennesker.
Både for fremtidige prognoser og historiske vurderinger af jordens befolkning råder stor usikkerhed. Usikkerheden gælder selv de mulige konsekvenser af folkemængdens øgning. I 1960'erne var mange overbevist om at overbefolkning skulle lede til flere sultkatastrofer, noget som ikke har vist sig at være sandt. Forbedrede jordbrugsmetoder og øget demokratisering har i stedet ledt til færre sultkatastrofer. Det højproduktive industrialiserede jordbrug er dog afhængig af billig energi (pt især olie og naturgas) og dette udgør pt en trussel mod den fremtidige madproduktion, specielt hvis olieproduktionstoppen er nært forestående. En anden trussel mod det industrialiserede jordbrug er de begrænsede fund af fosfor, som beregnes at slutte om 50-100 år og give jordbrugsindustrien problemer om et par årtier.[kilde mangler]
Når jordens befolkning år 1999 passerede 6 milliarder, præsenterede Forenede nationer følgende historiske statistik og fremtidige prognoser for jordens befolkning:
| År   | Folkmængde (millioner) |
| ---- | ---------------------- |
| 0    | 300                    |
| 1000 | 310                    |
| 1250 | 400                    |
| 1500 | 501                    |
| 1750 | 790                    |
| 1800 | 980                    |
| 1850 | 1.260                  |
| 1900 | 1.650                  |
| 1910 | 1.750                  |

| År   | Folkmængde (millioner) |
| ---- | ---------------------- |
| 1920 | 1.860                  |
| 1930 | 2.070                  |
| 1940 | 2.300                  |
| 1950 | 2.520                  |
| 1960 | 3.020                  |
| 1970 | 3.700                  |
| 1980 | 4.440                  |
| 1990 | 5.270                  |
| 2000 | 6.149                  |

| År   | Folkmængde (millioner) |
| ---- | ---------------------- |
| 2010 | 6.986                  |
| 2020 | 7.841                  |

Hans Rosling gav et TED foredrag i 2012, hvor han viste at antallet af fødte spædbørn per år, er faldet drastisk de sidste ca. 50-60 år, uanset religion. Ifølge de tal han fandt, vil jordens befolkning toppe på ca. 10 milliarder og blive der, fordi antallet af fødte spædbørn per år, er stagneret til gennemsnitlig 2 per kvinde.
Den optimistiske prognose er dog allerede forældet. FN vurderede i 2017, at der vil findes 9,8 milliarder mennesker i år 2050, og i år 11,2 milliarder 2100. En prognose fra 2020 vurderer at der vil findes 9,73 milliarder mennesker i år 2064, og 8,79 milliarder i år 2100.
I år 2021 blev det observeret at Indiens fertilitetsrate er faldet til under 2,1. Det betyder at Indien har bremset sin befolkningseksplosion.
Da mange af menneskets største udfordringer (f.ex. klimaændringer) er meget stærkt forbundet med antallet mennesker, er befolkningstilvæksten stadig diskuteret.